# Décès en 852
Décès
- 848
- 849
- 850
- 851
- 852
- 853
- 854
- 855
- 856

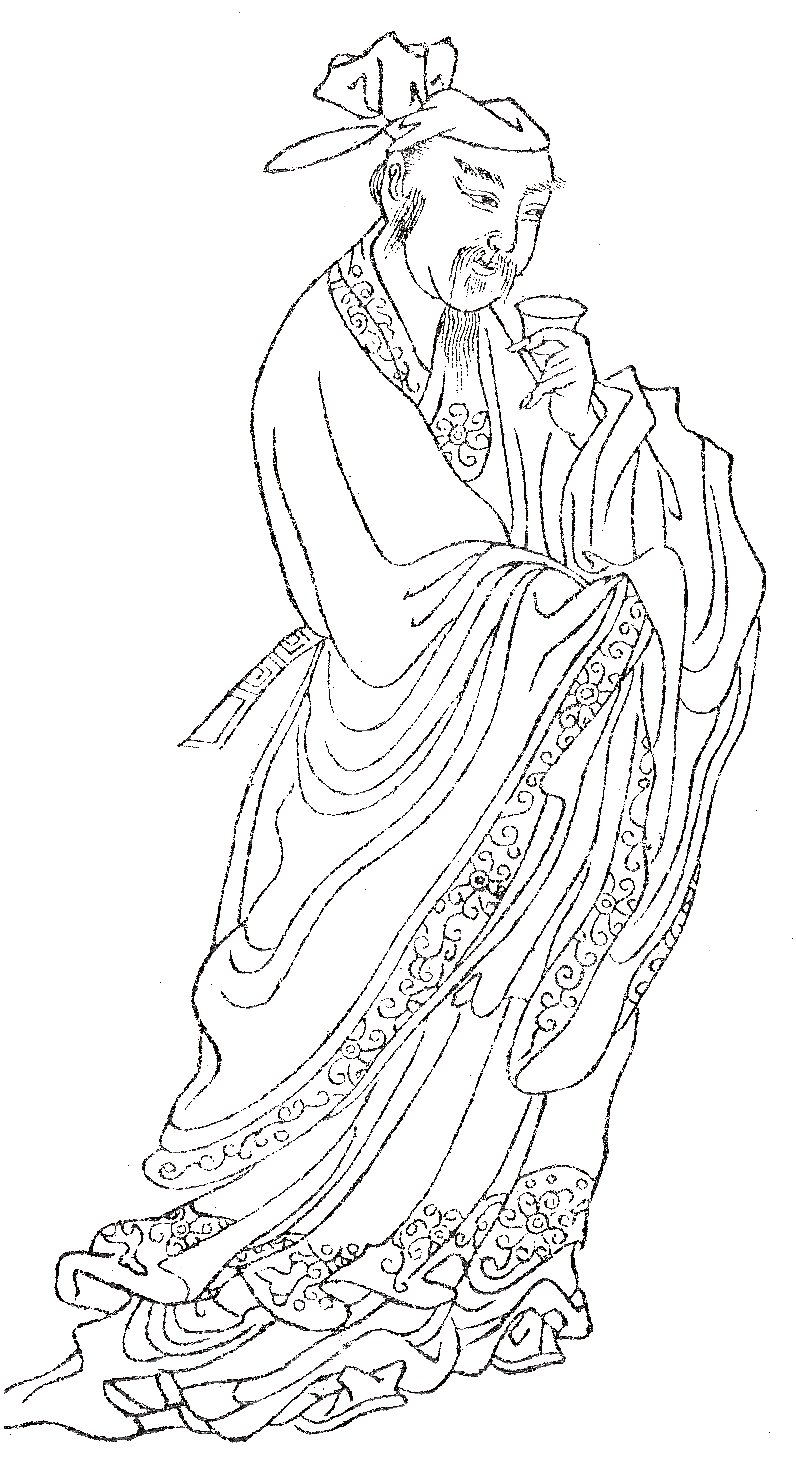
Du Mu mort en 852.

Cette page dresse une liste de personnalités mortes au cours de l'année 852 :
- 1er mai : Lambert II de Nantes, comte de Nantes.
- 22 septembre[1] : Abd al-Rahman II, quatrième émir omeyyade de Cordoue.

- Amolon, archevêque de Lyon.
- Beorhtwulf, ou Berhtwulf, roi de Mercie.
- Du Mu, poète chinois majeur de la dynastie Tang.
- Harald Klak, roi des Danois.
- Pressiyan Ier, Knèze des Bulgares.
- Rothilde (fille de Charlemagne), abbesse de Faremoutiers et fondatrice du monastère de Gy-les-Nonains.

## Crédit d'auteurs
- Cet article est partiellement ou en totalité issu de l'article intitulé « 852 » (voir la liste des auteurs).